# Hyakumonogatari kaidankai

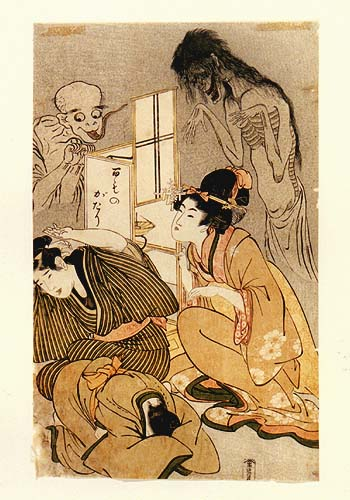
Cento storie di demoni e di spiriti (百物語怪談, Hyakumonogatari Kaidan) di Kitagawa Utamaro

Lo Hyakumonogatari kaidankai (百物語怪談会? lett. insieme di cento racconti fantastici) è un gioco del Periodo Edo molto popolare in Giappone.

## Svolgimento del gioco
In una stanza, in notte fonda, si accendono cento candele. I giocatori si mettono a raccontare dei kwaidan (怪談? lett. "storia di fantasmi"). Ad ogni kwaidan raccontato, si spegne una candela. La stanza diviene sempre più buia durante il gioco. I giocatori pensano che quando si spegne l'ultima candela, arrivi un essere soprannaturale, Aoandon.

## Storia
Le esatte origini dello Hyakumonogatari kaidankai sono sconosciute; si crede che sia stato inventato da dei samurai come prova di coraggio. Nel 1660 nella scuola di Ogita Ansei esisteva l'Otogi Monogatari, una versione molto simile in cui c'era solo un narratore che raccontava a giovani samurai storie di paura, spegnendo via via ciascuna delle 100 candele. Alla fine, quando il samurai spense l'ultima candela, egli vide scendere verso di lui una mano nodosa. Mentre gli altri giovani ebbero paura e si nascosero, lui tirò fuori la spada e scoprì che la mano altro non era se non l'ombra di un ragno.
Inizialmente, il gioco del Hyakumonogatari kaidankai era assai popolare tra la classe degli aristocratici guerrieri, ma ben presto ebbe una buona reputazione anche tra i contadini operai e la gente di città. Con un grande interesse a raccontare sempre kaidan più nuovi ed originali, le persone andavano in campagna cercando degli spunti per storie misteriose, spesso una combinazione tra vendette di fantasmi ed elementi di karma buddhista.
Un vero fenomeno popolare, la diffusione dello Hyakumonogatari kaidankai combinata alle nuove tecnologie di stampa, creò un'esplosione nelle pubblicazioni di libri su raccolte di kwaidan in tutto il Giappone e la Cina. Ma fu nel 1677 che il primo kaidan-shu venne pubblicata. Conosciuto come Shokoku Hyakumonogatari, o 100 Storie di Molti Paesi, questo libro guadagnò una grande popolarità siccome era una raccolta di racconti scritti da persone residenti in diversi Stati, e che affermavano che ogni racconto fosse vero.
Libri di questo genere spesso utilizzavano il termine Hyakumonogatari nel titolo, e la loro popolarità continuò a lungo anche dopo che  la moda per il gioco era diminuita.